# Eric Leeds
Eric Leeds es un músico estadounidense de jazz fusión y smooth jazz, saxofonista y colaborador permanente del cantante y compositor de música pop, Prince. Nació en Milwaukee, Wisconsin, el 19 de enero de 1952.

## Historia
Se trasladó a Richmond, Virginia, a la edad de siete años, viviendo allí desde 1959 hasta 1966, trasladándose después a Pittsburgh, Pensilvania. Leeds vivió en Pittsburgh dieciocho años y comenzó allí su carrera musical. Leeds estudió saxofón con Eric Kloss, quien grababa para Prestige Records desde los dieciséis años. Tocó en una banda de jazz rock, llamada "On The Corner", durante los 70, que incluía 2 trompetas, 1 tenor, 1 barítono, y una sección rítmica de cuatro miembros. Eric tocaba el barítono en la banda. Rich Mansfield, también conocido como "Brother Rick", tocaba el tenor.
Un hermano de Eric, Alan Leeds, era tour-manager de Prince a comienzos de los 80 y le introdujo en su banda un poco después de finalizada la gira de Purple Rain. Leeds figuró también como miembro del grupo The Family en 1985. La banda tuvo poca vida, pero Prince invitó a Leeds a integrarse en The Revolution para su gira de Parade. 
Después de deshacerse The Revolution, Prince retuvo a Leeds para su siguiente banda, participando en tres de sus álbumes. Participó también en Madhouse y en otros proyectos de Prince, durante varios años..
En 1991, Leeds publicó su primer disco, Times Squared, en Paisley Park Records, la discográfica de Prince, incorporando pop, jazz y rock. El álbum se había grabado entre 1985 y 1988. Un segundo álbum, titulado Things Left Unsaid, se publicó en 1993, con una colaboración de Prince. Más tarde, ya en los años 2000, editó dos nuevos discos.
The Family se reunió en 2007 bajo el nombre de "Fdeluxe", con todos los miembros originales, incluido Leeds. 

## Discografía

### Como titular
- Times Squared (1991), Paisley Park
- Things Left Unsaid (1993), Warner Bros.
- Now & Again (2000), Nouveau
- Cleopatra's Dream (2003), Pony Canyon

### Con Prince
- Parade (1986)
- Sign 'O' the Times (1987)
- The Black Album (1988)
- Lovesexy (1988)
- Batman (1989) - Banda sonora
- Scandalous Sex Suite (1989) - sencillo
- One Nite Alone... (2002) - álbum en vivo
- N.E.W.S (2003)

- Este artículo está tomado de Wikipedia en inglés (Eric Leeds)

- Datos: Q3056325